# Zdeněk Zdeněk
Zdeněk Zdeněk (* 16. ledna 1960 Karlovy Vary) je český jazzový pianista, hráč na klávesové nástroje, hudební skladatel a aranžér.

## Život
V Chebu navštěvoval Základní uměleckou školu Jindřicha Jindřicha, poté v Plzni konzervatoř, obor klavír u profesora Eduarda Spáčila. Během základní vojenské služby byl členem Tanečního orchestru Jaroslava Dudka a již v této době založil s kolegy Františkem Kopem, Jaromírem Honzákem a Martinem Šulcem jazzovou skupinu Zelený kvartet, která se v roce 1985, kdy skupinu rozšířil houslista Martin Zbrožek, změnila ve slavnou skupinu Naima. Skupina se stala velkým objevem a byla třikrát za sebou vyhodnocena jako nejlepší jazzové seskupení roku (1987–89).

## Diskografie
- Sprint su Samplery, 1986
- Skandál, 1988
- Naima, Panton 1988
- Naima II, Panton 1990
- Naima Live sesion, Arta 1990

V roce 2008 vydalo nakladatelství Albatros audioknihu na CD Harry Potter a Kámen mudrců, ke které napsal hudbu.
S Dagmar Andrtovou-Voňkovou nahrál album Slunci ležím v rukou (2008).

## Televizní a filmová hudba, výběr
- 1997 – Broučci - Dobrodružství na pasece (TV seriál)
- 1998 – Lískulka (TV seriál)
- 2003 – Čtyři uši na mezi (TV seriál)
- 2007 – Gogo a Figi (TV seriál)
- 2018 – Pat & Mat (TV seriál)